# Best Men - Amici per la pelle
Best Men - Amici per la pelle (Best Men) è un film del 1997 diretto da Tamra Davis.

## Trama
Dopo aver scontato una pena di tre anni, Jesse trova ad attenderlo all'uscita della prigione i suoi quattro amici pronti per accompagnarlo direttamente al matrimonio con la sua amata Hope. Ma lungo la strada uno dei quattro rapina una banca provocando l'intervento dell'FBI.

## Produzione
La pellicola è stata prodotta dalla Motion Picture Corporation of America (MPCA), dalla Orion Pictures, e dalla Rank Organisation. Le riprese sono state girate a Norwalk; il budget fu di circa 10000000 $. La Motion Picture Association of America ha classificato il film con la lettera R (restricted), vale a dire vietato ai minori di 17 anni non accompagnati dai genitori.

## Tagline
Le tagline per il film sono:
- "A comedy thriller about four men, a wedding and everybody's funeral."[4]
- "Never rob a bank on your wedding day."

## Distribuzione
La pellicola è stata distribuita in diversi paesi con titoli e date differenti:
- USA 17 ottobre 1997 Best Men
- Australia Dicembre 1997
- Regno Unito 27 marzo 1998
- Francia 11 novembre 1998 Best Men
- Indonesia 19 dicembre 1998 (Giacarta)
- Spagna 8 gennaio 1999 Los padrinos del novio
- Italia 4 giugno 1999 Best Men - Amici per la pelle
- Giappone 2 ottobre 1999 Risky Bride